# Phycosecis ammophilus
Phycosecis ammophilus is een keversoort uit de familie Phycosecidae. De wetenschappelijke naam van de soort is voor het eerst geldig gepubliceerd in 1899 door Lea.